# Grobne gomile Besšatir
Grobne gomile Besšatir (kazaško Kurgan Besšatir - kraljevi grobovi Besšatir) v Kazahstanu je kompleks grobnic iz obdobja plemena Semirečeje-Saka. Iz kazaškega jezika Besšatir pomeni 'Pet šotorov', kar najverjetneje izhaja iz števila največjih gomil na tem območju.
Gomile so v dolini reke Ili na ozemlju narodnega parka Altyn-Emel v okrožju Kerbulak v regiji Almati.

## Opis
Gomilno grobišče Besšatir je sestavljeno iz številnih grobišč, ki pokrivajo skupno površino približno 2 km². Ta grobišča segajo v 6. do 4. stoletje pr. n. št.
Velika gomila Besšatirski je največja. Višina gomile je 17 metrov, premer - 105 metrov. Gomila ima obliko prisekanega trupa s kamnito plastjo pri dnu. Gomilo obdaja 94 obročev iz kamnitih stebrov-menhirjev in velikih balvanov v spirali. Nekateri menhirji imajo naslikane tamge kazahstanskih družin. V eni od gomil je bila lesena zgradba iz masivnih debel tjanšanske jelke.

## Arheologija
Nekropolo je prvič omenil Vladimir Gorodetski leta 1924. Približno 33 let pozneje je grobišče prvič raziskala arheološka ekspedicija, ki jo je od leta 1959 do 1961 vodil K. Akišev. Arheologi so ugotovili, da gomila vključuje enaintrideset velikih in malih grobnic. Enaindvajset grobnic je pokritih s kamnom, deset s plastjo ruševin in ilovice.
Konvencionalno so grobišča razdeljena na severna in južna. Velike grobne gomile imajo premer od 45 do 105 m; višina 6–17 m, srednje velike gomile 25–38 m oziroma 5–6 m in majhne 6–18 m in 0,8–2 m. Šest od dvajsetih gomil je ograjenih z verigo 45 ograjnih elementov iz kamnitih plošč in drobnega kamenja. Na različnih tablicah so podobe gorskih koz, divjih svinj, volkov in drugih živali ter druge oznake. Obstajajo tudi simboli sonca in krogi, ki prikazujejo 'oko' kazahstanske tamge. Tam so v 6 velikih gomilah našli kompleks podzemnih prehodov s skupno dolžino 55 m. Višina prehodov je 1,68 m in širina 0,8 m.
Po mnenju znanstvenikov je bil kompleks Besšatšir sveto mesto za plemena Sakov, ki so stoletja tam izvajali različne verske obrede in darovali žrtve. Študije 18 grobišč različnih velikosti so dale dragocene znanstvene informacije o družbenih skupinah, gospodarstvu, življenju, običajih, verskih prepričanjih, arhitekturi, orožju in opremi plemena Saka. Na majhnih grobiščih so bili pokopani navadni vojaki in navadni ljudje. V srednjih so bili pokopani vojskovodje in slavni bojevniki. Velika grobišča so bila namenjena pokopom civilnih in vojaških voditeljev plemen Sakov.

## Območje
Poleg grobišča v Besšatirju so sakijska grobišča tudi v Kzilauizu, Altyn-Emelu in Karašokatu. Tri kilometre proti jugovzhodu so pokopi iz poznejšega obdobja: Besšatir Usuns II, sestavljen iz 33 gomil; Kalkan I s 118 grobnicami in na območju prelaza Altyn-Emel istoimenska pokopališča s 36 gomilami.
Najdbe iz gomil kažejo, da si je plemstvo Saka prizadevalo ohraniti svoj prevladujoč položaj tudi po smrti in zgradilo ogromne spomenike. Velikost gomile je kazala na visok socialni položaj osebe v družbi. Gomile Besšatir so obdane z zelo nenavadnimi strukturami.
Študije gomil kažejo na bogate gradbene izkušnje pri gradnji gomil in bivališč z uporabo lesa, kamna, trstičja in grmovja. Iz tega izhaja, da se je pleme Sakov iz Semirečja selilo le v topli sezoni, z nastopom zime pa so odšli na prezimovalna mesta. To daje novo znanje o kulturi plemen Semirečja.